# Доня Велешня
Доня Велешня (хорв. Donja Velešnja) — населений пункт у Хорватії, у Сисацько-Мославинській жупанії у складі громади Доні Кукурузари.

## Населення
Населення за даними перепису 2011 року становило 261 осіб.
Динаміка чисельності населення поселення:

## Клімат
Середня річна температура становить 10,80 °C, середня максимальна – 24,92 °C, а середня мінімальна – -5,87 °C. Середня річна кількість опадів – 1018 мм.
| Клімат поселення                              | Клімат поселення | Клімат поселення | Клімат поселення | Клімат поселення | Клімат поселення | Клімат поселення | Клімат поселення | Клімат поселення | Клімат поселення | Клімат поселення | Клімат поселення | Клімат поселення | Клімат поселення |
| Показник                                      | Січ.             | Лют.             | Бер.             | Квіт.            | Трав.            | Черв.            | Лип.             | Серп.            | Вер.             | Жовт.            | Лист.            | Груд.            |                  |
| Середній максимум, °C                         | 6,94             | 8,74             | 13,05            | 17,28            | 21,75            | 24,92            | 23,93            | 23,42            | 19,78            | 15,00            | 9,48             | 5,52             |                  |
| Середня температура, °C                       | 0,53             | 2,34             | 6,65             | 10,88            | 15,35            | 18,53            | 20,28            | 19,75            | 16,12            | 11,35            | 5,84             | 1,87             |                  |
| Середній мінімум, °C                          | −5,87            | −4,06            | 0,26             | 4,48             | 8,95             | 12,14            | 16,64            | 16,11            | 12,48            | 7,71             | 2,19             | −1,77            |                  |
| Норма опадів, мм                              | 64               | 62               | 72               | 86               | 88               | 98               | 91               | 90               | 90               | 94               | 101              | 82               |                  |
| Середньомісячна швидкість вітру, м/с          | 1.66             | 1.83             | 2.21             | 2.13             | 1.98             | 1.80             | 1.73             | 1.61             | 1.61             | 1.70             | 1.72             | 1.72             |                  |
| Середньомісячна сонячна радіація, кДж/м²·день | 4392             | 7168             | 10835            | 15287            | 19501            | 21613            | 22740            | 19841            | 14720            | 9210             | 4936             | 3610             |                  |
| --------------------------------------------- | ---------------- | ---------------- | ---------------- | ---------------- | ---------------- | ---------------- | ---------------- | ---------------- | ---------------- | ---------------- | ---------------- | ---------------- | ---------------- |
| Джерело:                                      |                  |                  |                  |                  |                  |                  |                  |                  |                  |                  |                  |                  |                  |